# 西西里遠征

西西里遠征路線圖

西西里遠征是雅典人對西西里島的一次軍事遠征，此次遠征發生在公元前415-413年伯羅奔尼撒戰爭期間，戰鬥一方是古雅典，另一方是斯巴達、敘拉古和科林斯。這次遠征以雅典軍隊的毀滅性失敗告終，並對雅典造成了巨大影響。